# Johann Heinrich Eckhardt (Typograf)
Johann Heinrich Eckhardt, lateinisch Johannes Henricus Eckhardt (geb. vor 1793; gest. wenige Jahre vor 1840) war ein deutscher Buchdrucker und Verleger. Er wirkte an der Universität Greifswald in Schwedisch-Pommern im frühen 19. Jahrhundert.

## Leben
Johann Heinrich Eckhardt war Sohn eines Pächters aus Wüsteldena bzw. Wüst Eldena im damaligen Schwedisch-Pommern. Die Familie siedelte im 18. Jahrhundert nach Greifswald über. 
Am 10. August 1793 wurde Eckhardt von der Universität eingestellt (bestallt) und vereidigt. Ihm wurde als Nachfolger von Anton Ferdinand Röse die Führung der universitätseigenen Buchdruckerei (Officin) übertragen. Anfang des 19. Jahrhunderts erhielt er den Titel eines Königlichen Directeurs aus Stockholm. Die Officin jedoch kam in Verfall und konnte zuletzt nur noch einen Schriftsetzer halten. Eckhardt gab deshalb seine Stelle 1815 an Friedrich Wilhelm Kunicke ab und zog sich auf das Land zurück.
Seine Tochter Carolina Maria (1794–1861) heiratete 1810 den schwedischen Freiherrn und Offizier Anders Gustaf von Düben.

## Veröffentlichungen
Er veröffentlichte 152 Werke in 219 Publikationen auf Latein und Deutsch, darunter z. B.:
- 1799 Kurze Beschreibung des gegenwärtigen Zustandes der königl. Universität zu Greifswald[2]S. 147
- 1801 Über die Gesetze der Westgothen vom Greifswalder Historiker  Friedrich Rühs[5]
- 1802–1803 Pommersche Denkwürdigkeiten in vier Heften mit insgesamt 476 Seiten, herausgegeben vom Greifswalder Historiker Friedrich Rühs[6]
- Sein wohl umfangreichstes Werk war 1812 die achtbändige Ausgabe von Ludwig Gotthard Kosegartens Dichtungen[1].

Deutsche Veröffentlichungen erschienen unter „Verlag Greifswald Eckhardt“. Mindestens einhundertundelf lateinische Werke veröffentlichte er unter „Gryphiswaldiae Litteris Et Impensis J.H. Eckhardt“, „Gryphiswaldiae Eckhardt“ oder „Gryphiae Eckhardt“.